# 펠탄드라족
펠탄드라족(Peltandra族, 학명: Peltandreae 펠탄드레아이[*])은 천남성아과의 족이다.

## 하위 분류
- 펠탄드라속(Peltandra Raf.)
- Typhonodorum Schott